# Йонас Мортенсен
Йонас Сегор Мортенсен (дан. Jonas Søgaard Mortensen, нар. 16 січня 2001, Аслев, Данія) — данський футболіст, фланговий захисник норвезького клубу «Русенборг».

## Ігрова кар'єра

### Клубна
Йонас Мортенсен приєднався до молодіжної команди «Есб'єрга» в 2014 році. У 2016 році футболіст підписав з клубом трирічний молодіжний контракт. 27 лютого 2019 року в матчі за кубок країни Мортенсен вперше вийшов на поле в основному складі. Вже у наступному місяці захисник дебютував також і в чемпіонаті країни.
Перед сезоном 2019/20 Мортенсена було переведено до першої команди «Есб'єрга». В червні 2024 року футболіст продовжив дію контракту з клубом до літа 2027 року.
В січні 2025 року Мортенсен перейшов до норвезького «Русенборга».

### Збірна
З 2017 року Йонас Мортенсен виступав за юнацькі збірні Данії.